# Crinum viviparum
Crinum viviparum är en amaryllisväxtart som först beskrevs av Jean-Baptiste de Lamarck, och fick sitt nu gällande namn av R. Ansari och Velukutty Jayachandran Nair. Crinum viviparum ingår i släktet Crinum, och familjen amaryllisväxter. Inga underarter finns listade i Catalogue of Life.

## Bildgalleri

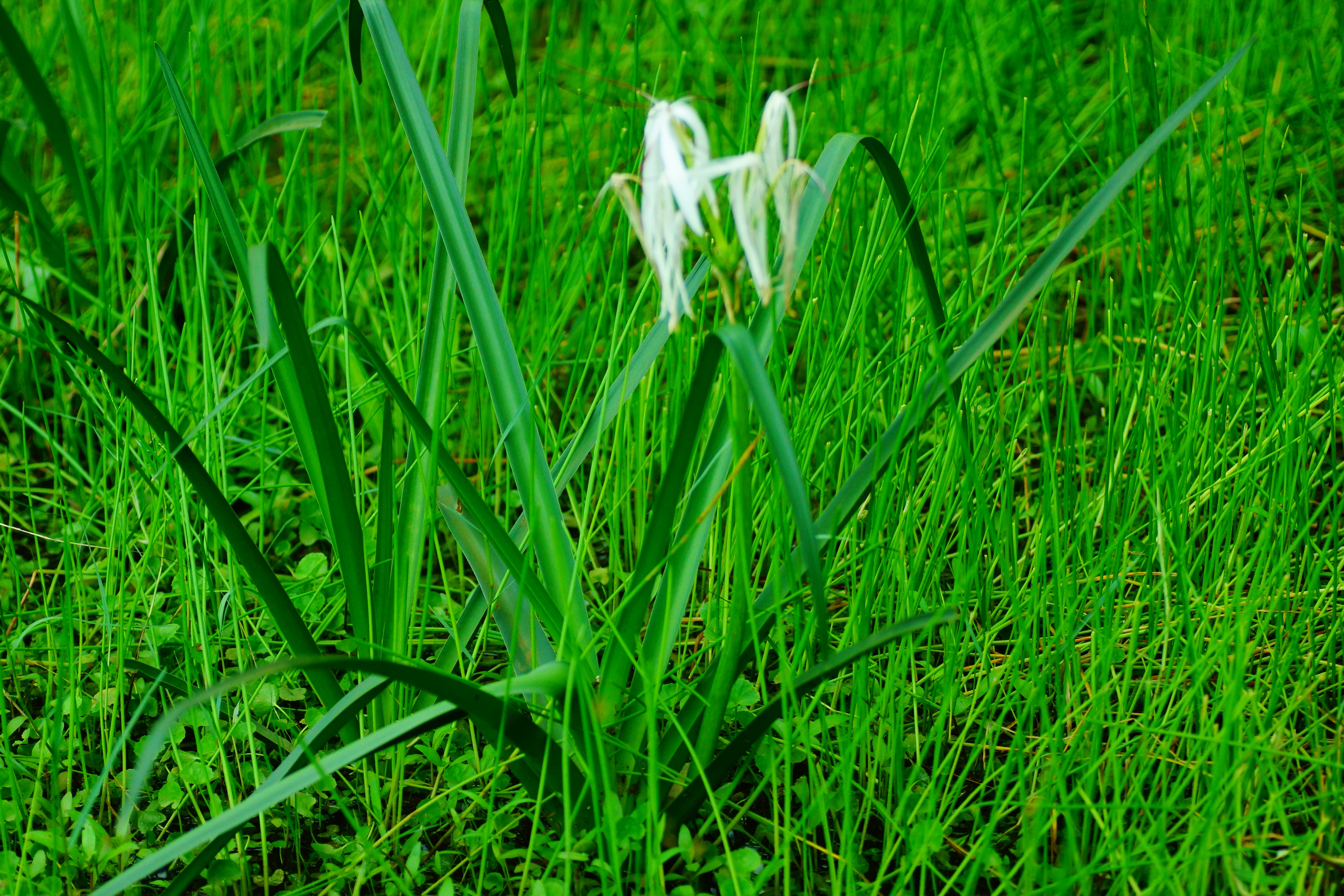
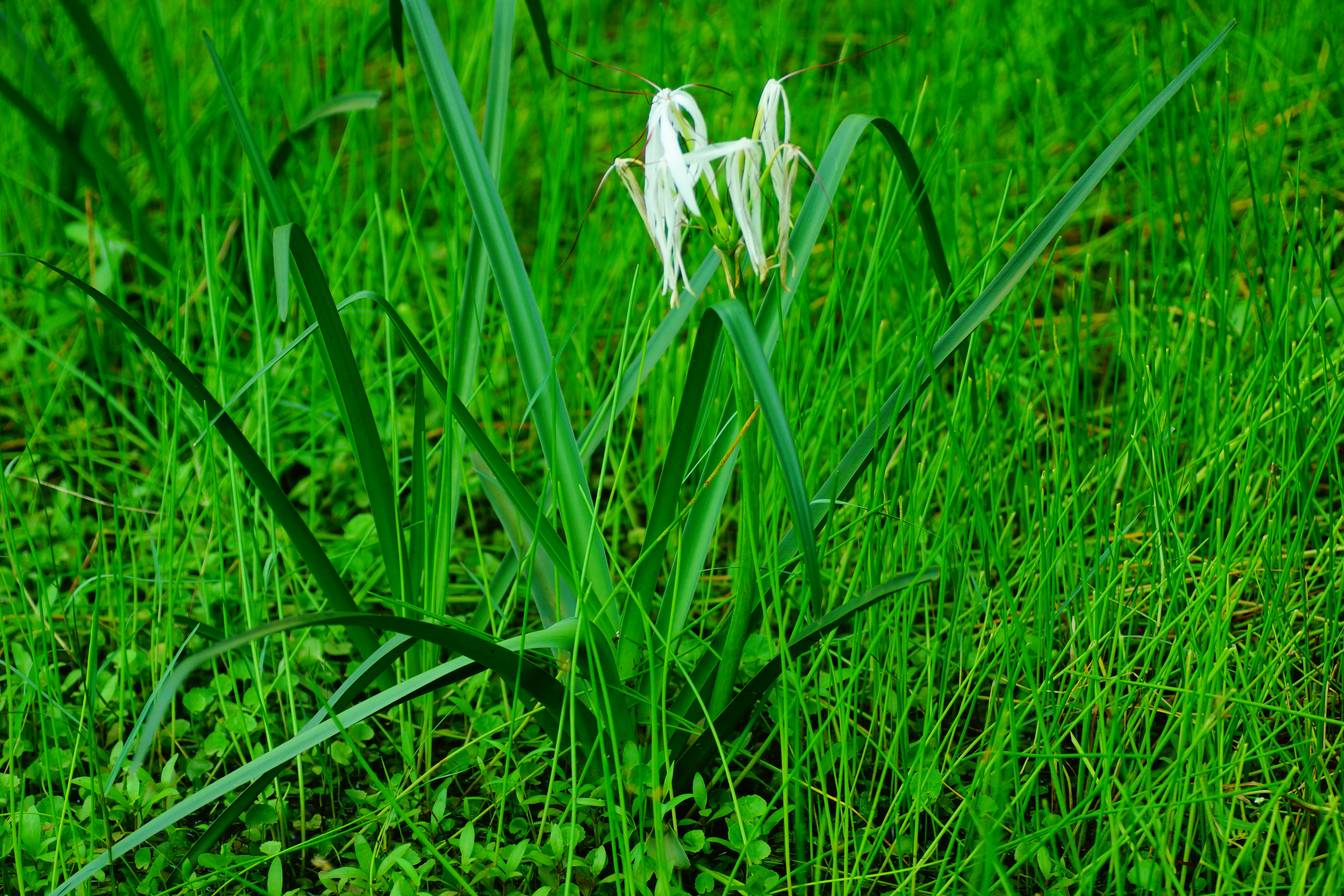
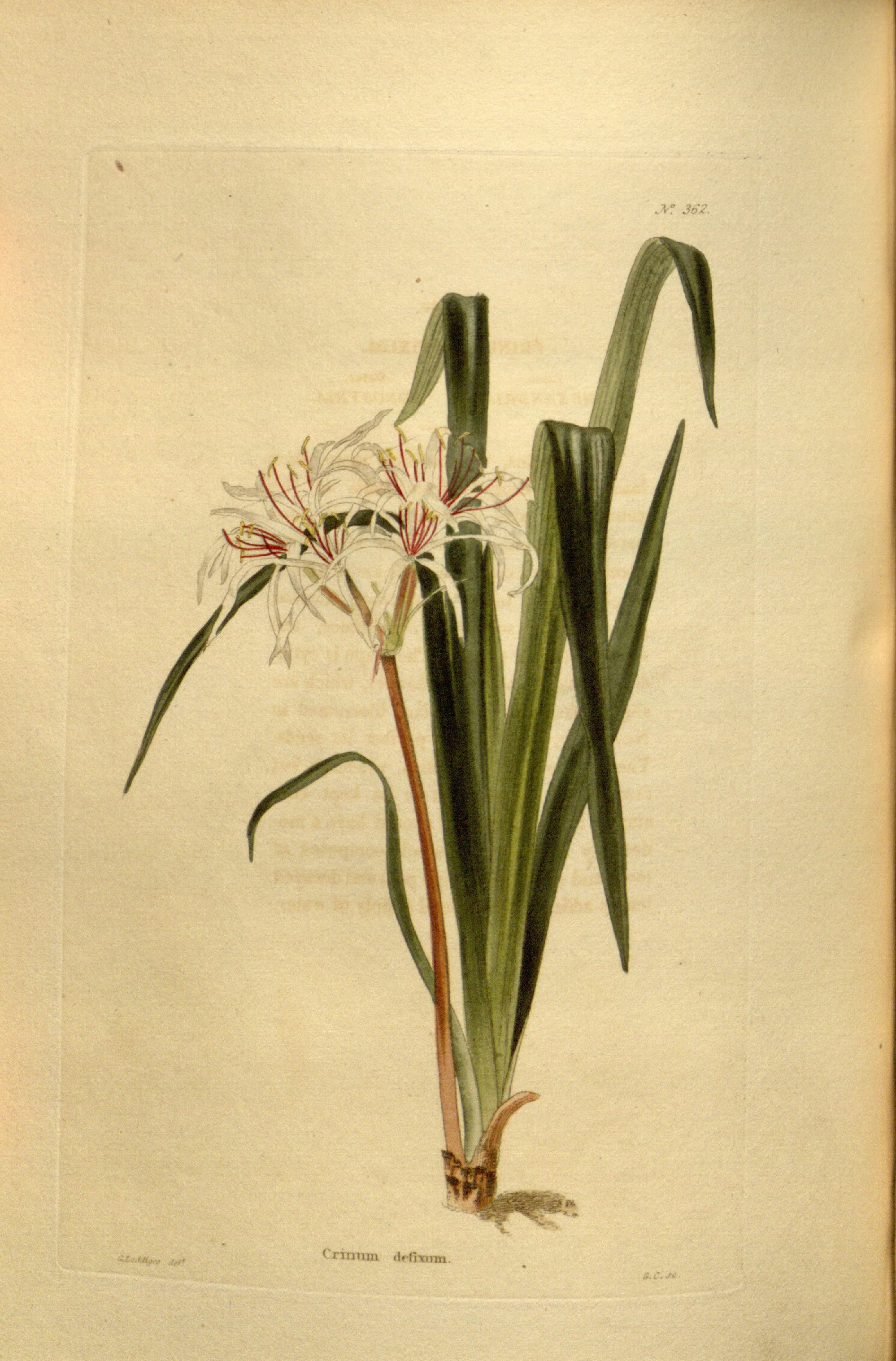
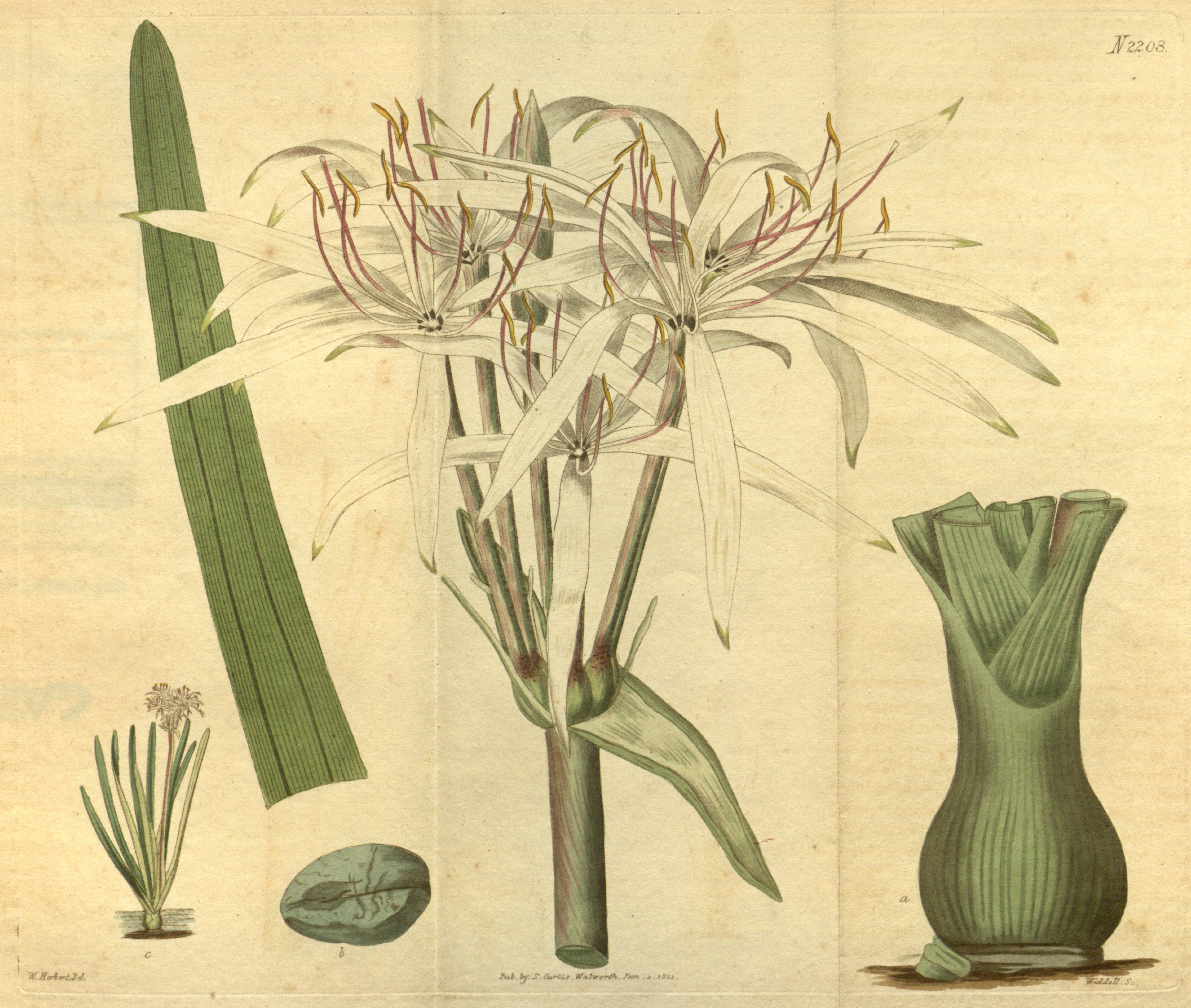